# Mușchiul extensor lung al policelui

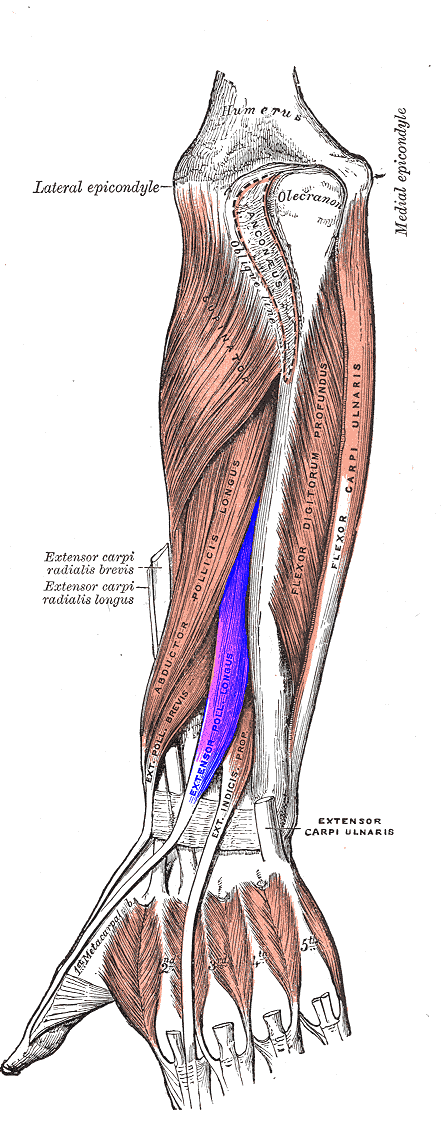
Mușchiul extensor lung al policelui (în albastru)

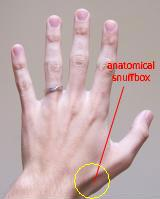
Tabachera anatomică (în cerc)

Mușchiul extensor lung al policelui sau mușchiul lung extensor al policelui (Musculus extensor pollicis longus) este un mușchi lung așezat pe planul profund al mușchilor posteriori ai antebrațului. Este situat medial față de mușchiul extensor scurt al policelui. Are un corp fusiform și un tendon lung.

## Inserții
Are originea proximal pe parte laterală a treimii mijlocii a feței posterioare a ulnei (sub inserția mușchiul abductor lung al policelui) și pe membrana interosoasă corespunzătoare a antebrațului.
Corpul muscular se continuă în jos cu un tendon lung terminal care trece printr-un șanț osos oblic, situat pe fața posterioară a epifizei inferioare a radiusului; cotește puțin împrejurul tuberculului dorsal Lister (Tuberculum dorsale) ce delimitează lateral acest șanț; apoi îndreptându-se oblic distal și lateral, încrucișează tendoanele mușchiul lung extensor radial al carpului (Musculus extensor carpi radialis longus) și mușchiul scurt extensor radial al carpului (Musculus extensor carpi radialis brevis). Tendonul lui trece pe sub retinaculul extensorilor și este înconjurat de teaca tendonului lungului extensor al policelui (Vagina tendinis musculi extensoris pollicis longi).
Tendonul mușchiului extensor lung al policelui se inseră pe fața dorsală a bazei falangei distale a policelui.

## Raporturi
La antebraț, mușchiul are aceleași raporturi ca și mușchiul abductor lung al policelui. Este acoperit de mușchiul extensor al degetelor (Musculus extensor digitorum), mușchiul extensor al degetului mic (Musculus extensor digiti minimi) și mușchiul extensor ulnar al carpului (Musculus extensor carpi ulnaris). Acoperă ulna și membrana interosoasă. Înăuntrul lui se găsește mușchiul extensor scurt al policelui (Musculus extensor pollicis brevis).
Tendonul său merge la început împreună cu cel al mușchiului extensor scurt al policelui (Musculus extensor pollicis brevis). Pe partea laterală a gâtului mâinii (carpului), proximal de retinaculul extensorilor tendoanele acestor doi mușchi se despart pentru a se realătura în dreptul metacarpianului I, delimitând un spațiu ovalar triunghiular care corespunde la suprafață depresiunii triunghiulară denumite tabachera anatomică, vizibilă atunci când degetul mare este complet extins. Acest spațiu are axul mare orientat distal și ușor lateral.
Tabachera anatomică are o margine laterală formată de tendoanele mușchiului extensor scurt al policelui (Musculus extensor pollicis brevis) și al mușchiului abductor lung al policelui (Musculus abductor pollicis longus), iar marginea medială de către tendonul mușchiului extensor lung al policelui (Musculus extensor pollicis longus). Aria tabacherei anatomice este formată de osul trapez. Pielea ridicată de cele două margini formează o depresiune în care se punea tutunul pentru a fi prizat, de unde și denumirea de "tabachera anatomică".
În fundul tabacherei anatomice, pe planul osos, se găsesc dinspre proximal spre distal tendoanele mușchiului scurt extensor radial al carpului (Musculus extensor carpi radialis brevis) și al mușchiului lung extensor radial al carpului (Musculus extensor carpi radialis longus) și artera radială.

## Acțiune
Este un extensor a falangei distale a policelui, înclinând lateral și extinzând slab întreaga mână pe antebraț. 
În acțiunea continuă, ca o consecință a oblicității tendonului său, mușchiul are însă o acțiune de adducție a policelui extins sau pus în abducție și î-l rotește lateral.

## Inervația
Inervația provine din nervul interosos posterior (Nervus interosseus antebrachii posterior), ramură a nervului radial (neuromer C7-C8).

## Vascularizația
Vascularizația este asigurată de artera interosoasă posterioară (Arteria interossea posterior).